# 카밀리어네어
카밀리어네어(Chamillionaire, 본명; Hakeem Seriki, 1979년 11월 28일 ~ )는 미국의 랩가수이다. 휴스턴 대학교를 졸업했다. 그는 대부분의 작사, 작곡, 보컬을 모두 자신이 하며, 힙합그룹 'The Color Changin' Click'의 멤버이다. 2007년 그래미 어워드에서 히트 싱글 'Ridin'으로 베스트 힙합 상을 수여받았다.

## 음반
- The Sound of Revenge (2005)
- Ultimate Victory (2007)